# 喬琳
喬 琳（きょう りん、生年不詳 - 784年）は、唐代の官僚。本貫は并州太原県。

## 経歴
幼くして父を失い、貧苦にあって学問に志して、文辞に秀でて知られた。天宝初年、進士に及第し、成武県尉に任じられ、興平県尉に転じた。朔方節度使の郭子儀に召し出されて掌書記となった。ほどなく監察御史に任じられた。喬琳は才気に優れて拘束を受けず、談笑を好み、同僚を侮蔑して、作法がなかった。御史の畢耀と嘲弄しあっているうちに険悪となり、公務のことで互いに告訴しあって、巴州司戸参軍に左遷された。のちに南充県令として起用され、殿中侍御史に転じ、山南西道節度使の張献誠の下で行軍司馬をつとめた。罷免されると、剣南東川節度使の鮮于叔明の下で判官となった。検校駕部郎中・果綿遂三州刺史に転じ、御史中丞を兼ねた。入朝して大理寺少卿・国子祭酒となった。懐州刺史として出向した。喬琳はもともと張渉と仲が良く、張渉は皇太子李适の下で侍読をつとめていた。大暦14年（779年）、徳宗（李适）が即位すると、国政について多く張渉に諮問したが、張渉はさかんに喬琳の識見や才略を称賛した。そこで喬琳は御史大夫・同中書門下平章事（宰相）に任じられた。喬琳は高齢で耳が悪くなっていたため、徳宗の諮問に適切に答えられず、上奏も時節に合わなかった。宰相の位にあること80日あまりで退任し、工部尚書に任じられた。建中元年（780年）、皇太后を迎える副使をつとめた。
建中4年（783年）、朱泚の乱が起こると、喬琳は徳宗に扈従して奉天に避難した。吏部尚書となり、太子少師に転じた。興元元年（784年）、徳宗がさらに梁州・洋州に避難すると、喬琳はこれに従って盩厔にいたったが、老病を理由に追従を拒否した。数日後、髪を剃って僧となり、仙遊寺に留まった。朱泚に捕らえられ、朱泚の下で吏部尚書とされた。李晟らの官軍が長安を奪回すると、喬琳は斬刑に処された。刑に臨んで「喬琳は7月7日に生まれて、またこの日に死す。命にあらずや」と言い残した。

## 伝記資料
- 『旧唐書』巻127 列伝第77
- 『新唐書』巻224下 列伝第149下